# ジャン・ル・メートル
ジャン・ル・メートル（Jean LeMaitre）は、中世フランスの大審問官代理。ジャン・ル・メイトスと表記されることもある。百年戦争で活躍したジャンヌ・ダルクの異端審問裁判において、名義上の裁判長となる。

## 異端審問裁判
当時のフランス大審問官ジャン・グラウランは他の異端裁判で出張中だったので、グラウランの代理としてルーアンのドミニコ会の神学士候補生だった彼を任命した。
が、彼はこの裁判の法的正当性に疑いを抱いていたらしく、代理裁判長ピエール・コーション司教に対して「良心に反することはしたくない」と話した。また、ジャンヌを拷問することに関しても反対した。
その後、彼は予審の席に、ほとんど出席しなくなり、正式な裁判でも沈黙を守っているが、裁判を拒否することまではしなかった。
ジャンヌの異端審問裁判が終結した後、彼はルーアンのドミニコ修道院の修院長を勤めている。